# Усть-Урт-Самский район
Усть-Урт-Самский район — единица административного деления Адаевского уезда и Адаевского округа, существовавшая с марта 1921 года по сентябрь 1922 года и с 1928 по 1929 годы.

## Административное устройство
Усть-Урт-Самский район был образован в составе Адаевского уезда 3 марта 1921 года. Всё население района было кочевым, поэтому постоянного административного центра район не имел. В район входило 5 волостей: 1-я Бузачинская, 4-я Бузачинская, Келимбердинская, Тайсунганская, Эмбо-Сагизская. 9 сентября 1922 года район был упразднён, а входившие в него волости отошли в прямое подчинение Адаевскому уезду.
Усть-Урт-Самский район был вновь образован в составе Адаевского округа в 1928 году. В апреле 1929 район был упразднён, а его территория отошла к Жилокосинскому району.